# برنارد سیلور
برنارد سیلور (به انگلیسی: Bernard Silver؛ ۲۱ سپتامبر ۱۹۲۴ – ۲۸ اوت ۱۹۶۳) یک مهندس الکترونیک و مخترع اهل آمریکا بود که در توسعه اولیه تکنولوژی بارکد در کنار نورمن جوزف وودلند نقش داشت.

## زندگی
سیلور کارشناسی خود را در رشته مهندسی برق از موسسه فناوری درکسل در سال ۱۹۴۷ به دست آورد. در سال ۱۹۴۸ سیلور با نورمن جوزف وودلند همکاری کرد تا راهی برای خواندن خودکار اطلاعات محصولات پس از عبور از مقابل دستگاهی در یک فروشگاه مواد غذایی محلی بیابند. راه حل اولیه آن‌ها یک سیستم از خطوط و دایره‌ها بر اساس کد مورس بود که الگوی آن به نحوی بود که می‌توانست از هر جهت اسکن شود. سیلور و وودلند اختراع سیستم خود را در ۲۰ اکتبر سال ۱۹۴۹ به ثبت رساندند. این اختراع در ۷ اکتبر ۱۹۵۲ در اداره اختراعات آمریکا به شماره U.S. Patent ۲۶۱۲۹۹۴ ثبت شد. این دو در نهایت اختراع خود را به مبلغ ۱۵۰۰ دلار به فیلکو فروختند.
سیلور در طول زندگی حرفه‌ای خود به عنوان یک استاد فیزیک در درکسل و به عنوان معاون رئیس شرکت الکترو نبت کار می‌کرد.

## درگذشت
او در ۲۸ اوت سال ۱۹۶۳ در اثر سینه‌پهلو و لوسمی میلوئیدی حاد در سن ۳۸ سالگی درگذشت.

## بزرگداشت
در سال ۲۰۱۱ نام سیلور در کنار وودلند در تالار ملی مخترعان مشهور درج شد.
در ۷ اکتبر ۲۰۰۹ موتور جستجوی گوگل به مناسبت ۶۱مین سالروز تولد برنارد سیلور و به افتخار او گوگل دودل صفحه اصلی خود را در شکل بارکد تغییر داد.